# Lindra (bướm nhảy)
Lindra là một chi bướm ngày thuộc họ Bướm nâu.